# Carl Manu
Pas d'image ? Cliquez ici

a Compétitions nationales et continentales officielles uniquement.

b Matchs officiels uniquement.
Dernière mise à jour le 24 août 2018.
Carl Sone Manu, né le 3 avril 1983 à Christchurch, est un joueur de rugby à XV, qui joue avec l'équipe des Samoa depuis 2002, évoluant au poste de centre ou de demi d'ouverture. Il peut évoluer à pratiquement tous les postes des trois-quarts.

## Biographie
Carl Manu joue dans le championnat d'Italie sous les couleurs de la Gran Rugby Parme en 2006-2007. Il obtient sa première cape internationale le 1er juin 2002 à l’occasion d’un match contre l'Équipe des Fidji.

## Statistiques en équipe nationale
- 4 sélections avec les Samoa
- Sélections par année : 4 en 2002